# Stigmella oplismeniella
Stigmella oplismeniella là một loài bướm đêm thuộc họ Nepticulidae. Nó là loài duy nhất được tìm thấy ở Kyushu in Nhật Bản.
Adult are on wing from mid tháng 5 đến đầu tháng 6. Có thể có một lứa một năm.
Ấu trùng ăn Oplismenus undulatifolius. Chúng ăn lá nơi chúng làm tổ. 